# Arnoldo Alemán

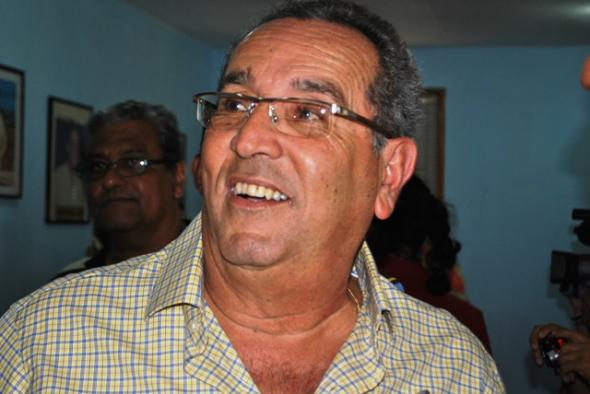
Arnoldo Alemán

José Arnoldo Alemán Lacayo, född 23 januari 1946 i Managua, är en nicaraguansk politiker som var landets president 1997–2002.
Alemán var mellan 1990 och 1991 samt från 1993 till 1996 ordförande i Partido Libaral Constitucionalista. Mellan 1990 och 1995 var han Managuas borgmästare. Alemán valdes 1996 till president som presidentkandidat för Alianza Liberal. 